# James E. Williams (Schiff)
Die USS James E. Williams (DDG-95) ist ein Zerstörer der Arleigh-Burke-Klasse. Das Schiff der United States Navy ist benannt nach Petty Officer 1st Class James E. Williams, dem am meisten dekorierten Mann der Navy, der nie den Offiziersgrad erreichte.

## Geschichte
Der Bau von DDG-95 begann 1998 mit der Autorisierung des Schiffes und der Bestellung bei Ingalls Shipbuilding. Dort wurde der Zerstörer 2002 auf Kiel gelegt, Stapellauf und Taufe fanden im Juni 2003 statt. Offiziell in die Flotte übernommen wurde die Williams Ende 2004.
Der erste Einsatz der James E. Williams fand im Jahr 2006 statt und führte das Schiff zur Bekämpfung der dortigen Piraterie vor die Küste von Somalia. 2007 verlegte der Zerstörer mit drei seiner Schwesterschiffe sowie der Gettysburg und der Philadelphia als Eskorte für den Flugzeugträger Enterprise im Rahmen des Anti-Terror-Krieges der Streitkräfte der Vereinigten Staaten. Während dieses Einsatzes kam die Williams zu einer Entführung des nordkoreanischen Frachtschiffes Dai Hong Dan hinzu. Nachdem die Williams die Piraten an Bord des Frachters aufgefordert hatte, die Waffen niederzulegen, griffen die Nordkoreaner die Piraten auf der Brücke an. Bei dem Kampf kamen zwei Piraten ums Leben, fünf wurden verletzt gefangen genommen. Die drei verwundeten Nordkoreaner wurden auf der Williams behandelt.
2009 verlegte die James E. Williams als Teil der Kampfgruppe um die Bataan Richtung Indischer Ozean und Persischer Golf. Im Juli 2011 nahm der Zerstörer an der multinationalen Übung FRUKUS teil. Mit der Enterprise verlegte der Zerstörer 2012 in Richtung Mittelmeer und Indischer Ozean.

## Bewaffnung
Für die Abwehr von anfliegenden Flugkörpern erhielt das Schiff die Flugabwehrraketen RIM-162 Evolved Sea Sparrow Missile (ESSM), die aus dem Vertical Launching System verschossen werden. Zur weiteren Flugabwehr wurde 2010 nachträglich hinter dem achteren Schornsteinaufbau ein Close-In-Weapon-System in Form des Phalanx MK 15 RAM installiert, das beim Bau ab DDG 85 (Block IV) ursprünglich nicht vorgesehen war.